# Salsa de maíz

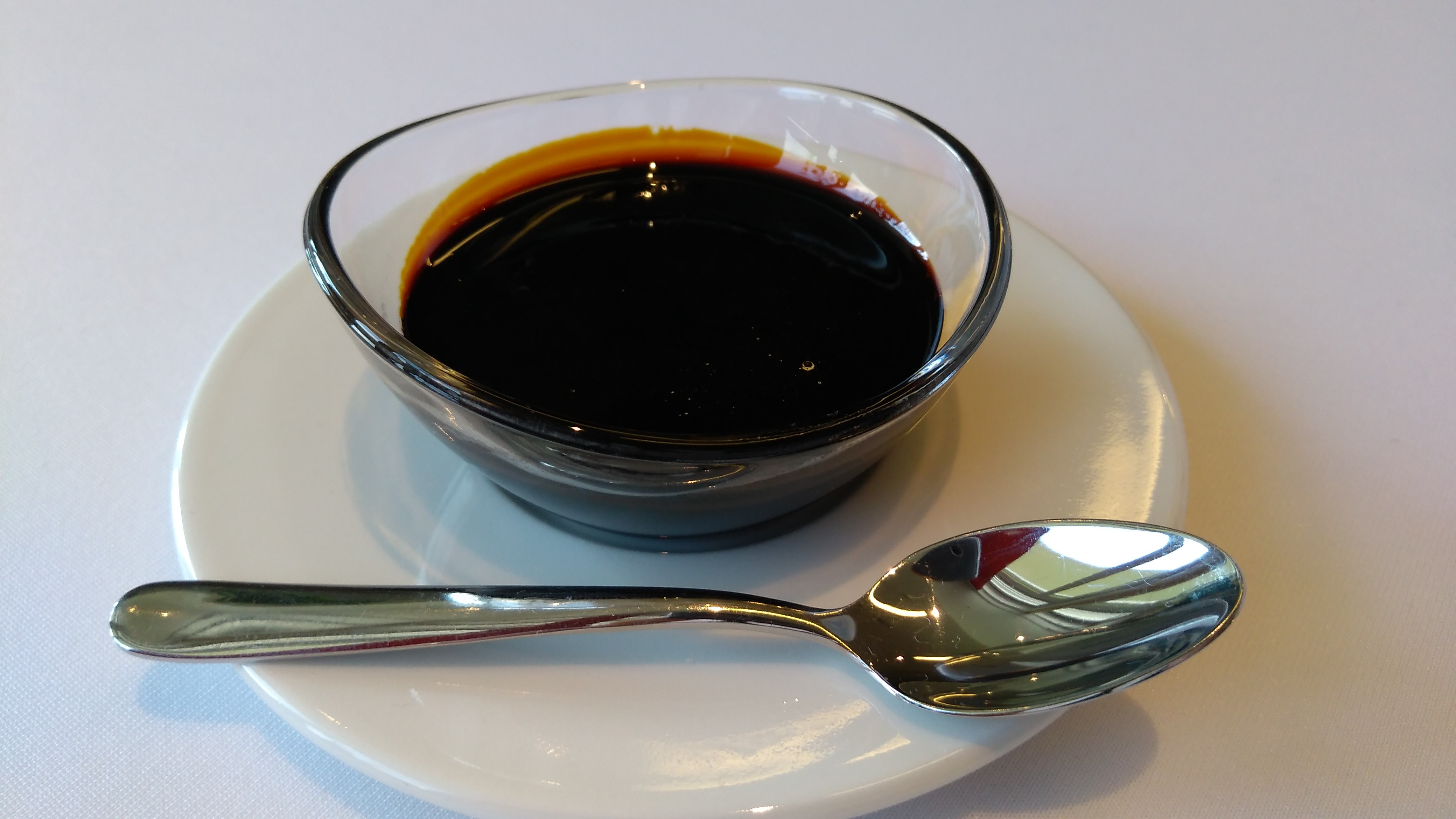
Versión oscura de salsa de maíz

La salsa de maíz se produce por fermentación utilizando almidón de maíz como sustrato primario, este es usado como condimento e ingrediente, ambos en presentaciones de pasta y polvo. Las salsas de maíz, similares a las salsas de soya, tienen a un sabor característico de salado y especiado. Se utilizan para saborizar platillos incluyendo sopas, caldos y salsas.

## Sabor y uso

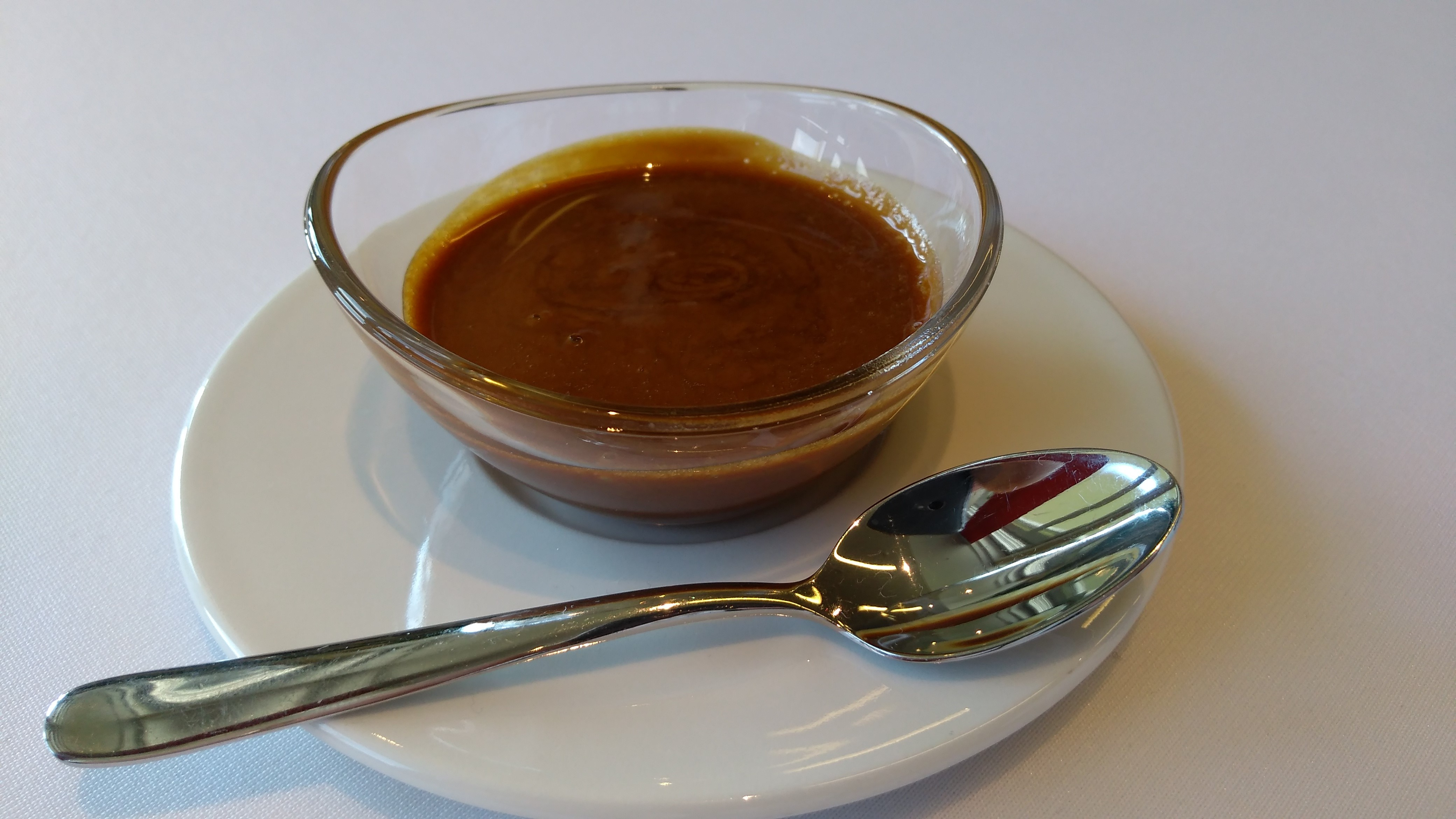
Versión clara de salsa de maíz

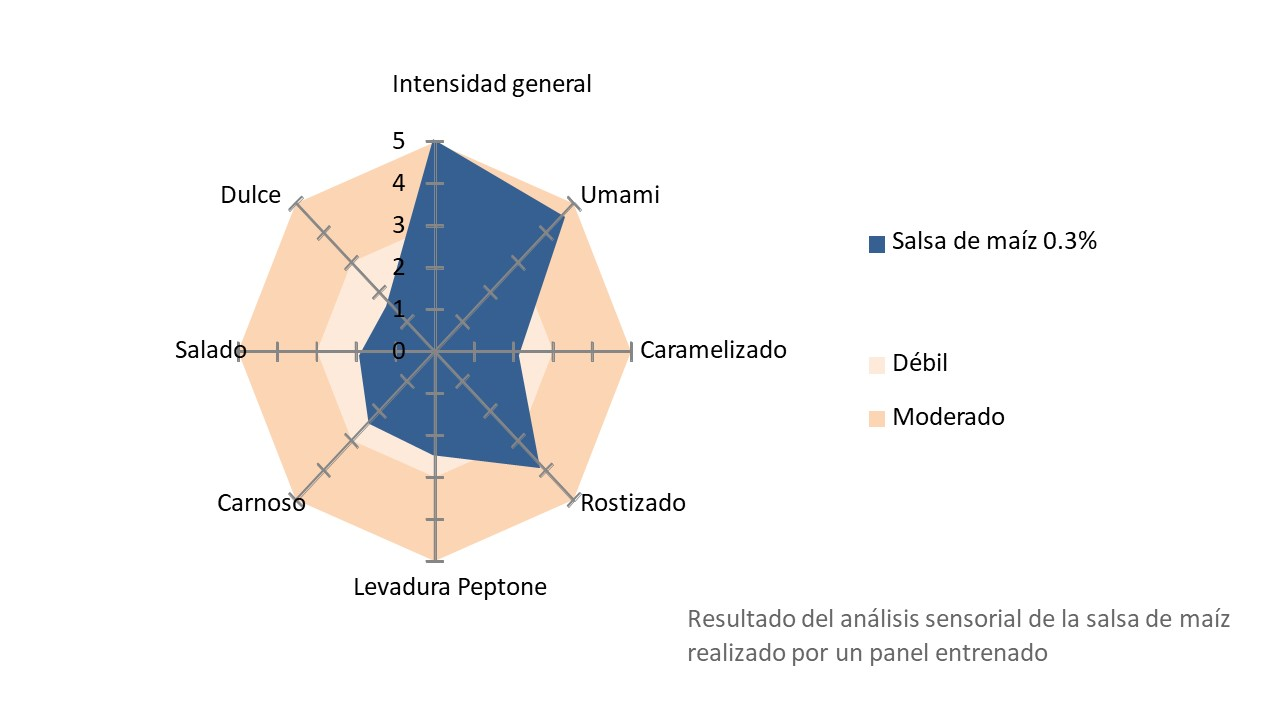
Perfil sensorial de la salsa de maíz

La salsa de maíz es una mezcla de aminoácidos libres y en cadena, ácidos orgánicos y sus sales, productos de reacción Maillard y minerales. El análisis sensorial describe la salsa de maíz con característica de sabor “savory” incluyendo xian (鲜 en chino), umami (うま味 en japonés), caramelizado, tostado, ligero a levadura, cárnico, salado y dulce. El sabor de la salsa de maíz ha sido objeto de investigación, mostrando la complejidad del sabor resulta de la composición de sales y la fermentación de metabolitos, aminoácidos, ácido acético, ribótidos, péptidos cortos y carbohidratos. Adicionalmente, los glutamil-dipéptidos fueron identificados como un componente enriquecedor del sabor.
El sabor de la salsa de maíz se usa como condimento tal cual se usa el extracto de levadura, salsa soya, proteína vegetal hidrolizada para redondear el olor y sabor.

## Proceso de manufactura

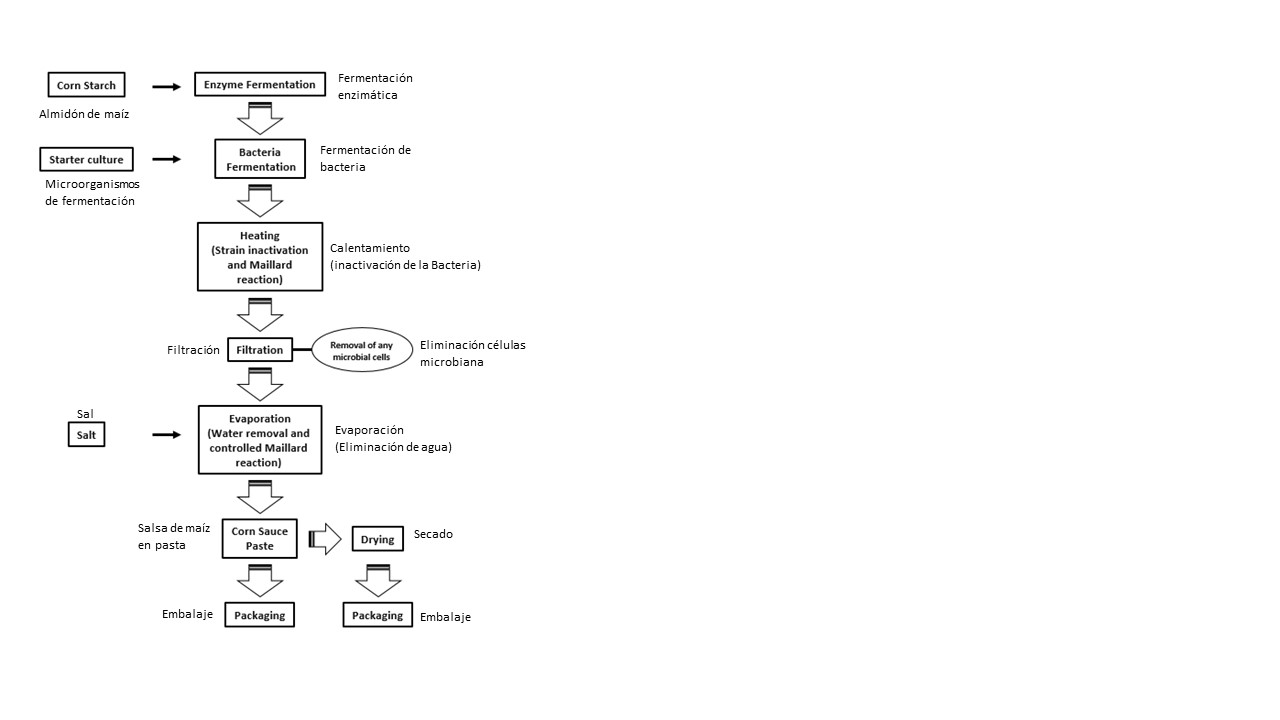
Diagrama de flujo de producción de salsa de maíz

Similar a la producción de salsa de soja, la salsa de maíz se obtiene por fermentación, en algunas partes del mundo lo llaman como elaboración de cerveza. El proceso de fermentación se realiza utilizando la especie Corynebacterium spp. Los parámetros de fermentación son controlados por tiempo, temperatura y pH. Después de la fermentación, el caldo se somete a una etapa de calentamiento para inactivar los microorganismos de fermentación, así como para inducir una reacción de Maillard controlada. La masa celular es removida a través de filtración y el caldo filtrado se concentra para obtener una pasta y crear más productos Maillard. Durante la evaporación, sal es añadida para mejorar la estabilidad microbiana. Para el producto en polvo se aplica proceso adicional de secado.

## Composición
La salsa de maíz contiene una mezcla intrínseca específica de varios compuestos, que incluyen metabolitos de fermentación como aminoácidos, ácidos orgánicos, minerales y sus sales. Los compuestos de sabor y color son generados por la reacción de Maillard durante el proceso de fermentación y cocción. Ácido glutámico, alanina y prolina son los aminoácidos más abundantes presentes. Otros metabolitos son ribotidos, azúcares y dipéptidos de γ-glutamil, que se sabe que tienen propiedades moduladoras del sabor.

## Etiquetado
En las etiquetas este producto figura como “Salsa de maíz” o “Salsa de maíz fermentado” listando los ingredientes como almidón de maíz, agua y sal.

## Seguridad alimentaria
La fermentación de alimentos con la especie Corynebacterium es ampliamente presente en muchas partes del mundo. La exposición global de este microorganismo en alimentos fermentados asegura su uso seguro y aceptado en la producción de alimento globalmente. No se detectó nivel de toxicidad en la salsa de maíz de acuerdo a los estudios toxicológicos.